# Pessac
Pessac ist eine Stadt in der französischen Region Nouvelle-Aquitaine im Département Gironde mit 66.874 Einwohnern (Stand 1. Januar 2022). Die Stadt liegt im Arrondissement Bordeaux und bildet zwei eigene Kantone, Kanton Pessac-1 und Kanton Pessac-2.
In Pessac werden die französischen Euromünzen geprägt (siehe Monnaie de Paris).

## Geografie
Pessac liegt im südwestlichen Vorortbereich von Bordeaux. Die Gemeinde wird durch Tram- und Buslinien der TBC erschlossen.

## Bevölkerungsentwicklung
| Jahr                       | 1962   | 1968   | 1975   | 1982   | 1990   | 1999   | 2006   | 2017   |
| Einwohner                  | 24.281 | 36.986 | 51.360 | 50.267 | 51.055 | 56.143 | 57.187 | 63.808 |
| Quellen: Cassini und INSEE |        |        |        |        |        |        |        |        |

## Weinbau
In Pessac sind zwei sehr bekannte Weingüter, Château Haut-Brion und Château Pape-Clément angesiedelt. Pessac ist ein Weinbauort in der Weinbauregion Graves und gehört zur Appellation Pessac-Léognan.

## Siedlung von Le Corbusier
Der Architekt Le Corbusier errichtete 1924–1926 für den Zuckerfabrikanten Henry Frugès im heutigen Westen von Pessac eine Wohnsiedlung mit Arbeiterwohnungen. Es war das erste städtebauliche Projekt, das Le Corbusier umsetzte. 51 von 127 geplanten Wohneinheiten wurden in sieben Typen gebaut. Geplant war auch eine städtebauliche Verbindung zur Hauptstrasse u. a. mit Geschäften; umgesetzt wurde nur die Wohnsiedlung, die seitdem etwas abseits neben der Bahnstrecke nach Westen liegt. Die Stadt Pessac hat ein so genanntes Hochhaus (Typ gratte-ciel) gekauft und renoviert, das besichtigt werden kann.
Siehe auch: Liste der Monuments historiques in Pessac

## Städtepartnerschaften
Pessac unterhält Städtepartnerschaften mit:
- Burgos in Kastilien-León (Spanien), seit 1986
- Galați in Rumänien, seit 1993
- Göppingen in Baden-Württemberg (Deutschland), seit 2000
- Banfora in Burkina Faso (Burkina Faso), seit 2011
- Viana do Castelo in Portugal, seit 2010

## Persönlichkeiten
- Peter Dalcher (1926–2010), Schweizer Sprachwissenschafter und Lexikograph
- Jean-Jacques Sempé (1932–2022), Cartoonist
- Jean Eustache (1938–1981), Filmregisseur
- Fernand Duchaussoy (* 1942), Präsident des französischen Fußballverbands
- Myriam Borg-Korfanty (* 1978), Handballspielerin
- Wilfried Yeguete (* 1991), Basketballspieler
- Samuel Kistohurry (* 1995), Boxer
- Julien Bos (* 1998), Handballspieler
- Clément Ducos (* 2001), Leichtathlet
- Maëlle Seguin (* 2004), Fußballspielerin
- Lylou Borg (* 2005), Handballspielerin

## Bildung
Die Stadt beherbergt die Ingenieurschule École nationale supérieure de chimie, de biologie et de physique.